# Kōshi
Kōshi  (合志市, Kōshi-shi) est une ville située dans la préfecture de Kumamoto, au Japon.

## Géographie

### Situation
Kōshi est située dans le nord de la préfecture de Kumamoto.

### Démographie
En octobre 2021, la population de la ville de Kōshi était de 63 618 habitants pour une superficie de 53,19 km2.

## Histoire
Le village moderne de Kōshi est créé en 1889. Il obtient le statut de bourg en 1966, puis de ville en 2006.

## Transports
La ville est desservie par la ligne Kikuchi de la compagnie Kumaden.

## Personnalités liées à la ville
- Kyōsuke Usuta (né en 1974), mangaka
- Masato Uchishiba (né en 1978), judoka